# Galanterie
Een galanterie is een dans die bestaat uit drie delen.
De dans komt veelal voor in suites. De dans is opgebouwd uit twee menuetten, twee bourrees óf twee gavottes. Eerst wordt de eerste menuet, bourree of gavotte gespeeld, waarna de tweede volgt en de eerste weer wordt herhaald.
In het Duitsland van de vroege 18e eeuw verwees galanterien naar elk modieus stuk en later werd het een verwijzing naar ouderwetsheid. Het hierboven beschreven engere gebruik lijkt zijn oorsprong te vinden in een lezing van Johann Sebastian Bachs beschrijving op de titelpagina van zijn klavierpartita's, "Clavier Übung, bestehend in Präludien, Allemanden, Couranten, Sarabanden, Giguen, Menuetten, und anderen Galanterien",  waarin het gepaard lijkt te gaan met menuetten, waarvan de plaats in Bachs suites vaak wordt ingenomen door gavottes, bourrées, passepieds of andere delen.  